# Olaf Zehe
Olaf Zehe (* 29. November 1966 in Hamburg) ist ein ehemaliger deutscher Handballspieler.
Olafe Zehe begann als Kind mit dem Handball in Norderstedt. Ab 1985 spielte er in der Handball-Bundesliga beim THW Kiel. Der 1,86 Meter große Kreisläufer erzielte in über 226 Bundesligaspielen 368 Tore für den THW.
Nach dem Gewinn der Deutschen Meisterschaft 1994 wechselte Zehe zum Ligakonkurrenten VfL Bad Schwartau, mit dem er 1996 in die 2. Handball-Bundesliga abstieg und zwei Jahre später wieder den Aufstieg schaffte. Ab 1999 spielte Zehe bis zum Ende seiner aktiven Laufbahn im Jahr 2006 beim Regionalligisten TuS Niederpleis.